# Husnija Topić
Husnija Topić (Cazin, 1965.) bosanskohercegovački je likovni umjetnik, slikar, član ULUBiH-a. 
Živi i radi u Cazinu gdje i stvara svoja umjetnička djela koja izlaže u državi i inozemstvu. Zaposlen je u osnovnoj školi "Cazin II" gdje predaje likovnu umjetnost od 1990. godine.

## Djela i izložbe
- Odiseja, ulja na platnu, ciklus slika 1985/1986.
- Epski mit, ulja na platnu, ciklus slika 1987/1989.
- U pejzažu Bosanskom, ulja na platnu, ciklus slika 1991.
- Hasan - aga Pećki, ulja na platnu, ciklus slika 1994/1996.
- Epska pjesma, ulja na platnu, ciklus slika 1997/1999.
- Emina, ulja na platnu, ciklus slika 1999/2000.
- Krajiška lirika i epika, ulja na platnu, ciklus slika 2002/2003.
- Budalina Tale i braća Hrnjice s Mustaj begom - ličkim, ulja na platnu, ciklus slika 2008/2010.
- Počiteljska priča, ulja na platnu, ciklus slika 2012/2013.
- Zelena rijeka, ulja na platnu, ciklus slika 2014.
- Zelenom rijekom Japodi žive, ulja na platnu, ciklus slika 2015.
- Barjaci i bajrjaktari Bosnom prođoše kroz stoljeća, ulja na platnu, ciklus slika, 2016.[1][2][3][4]